# گریت وال پری
گریت وال پری (Great Wall Peri) خودرویی است که از سال ۲۰۰۸—کنون تولید شده‌است. وزن آن در حالت طبیعی ۱٬۰۱۵ کیلوگرم (۲٬۲۳۸ پوند) است.
موتور آن ۱۳۴۲ سی‌سی است.